# Trichosanthes dioica
Espèce

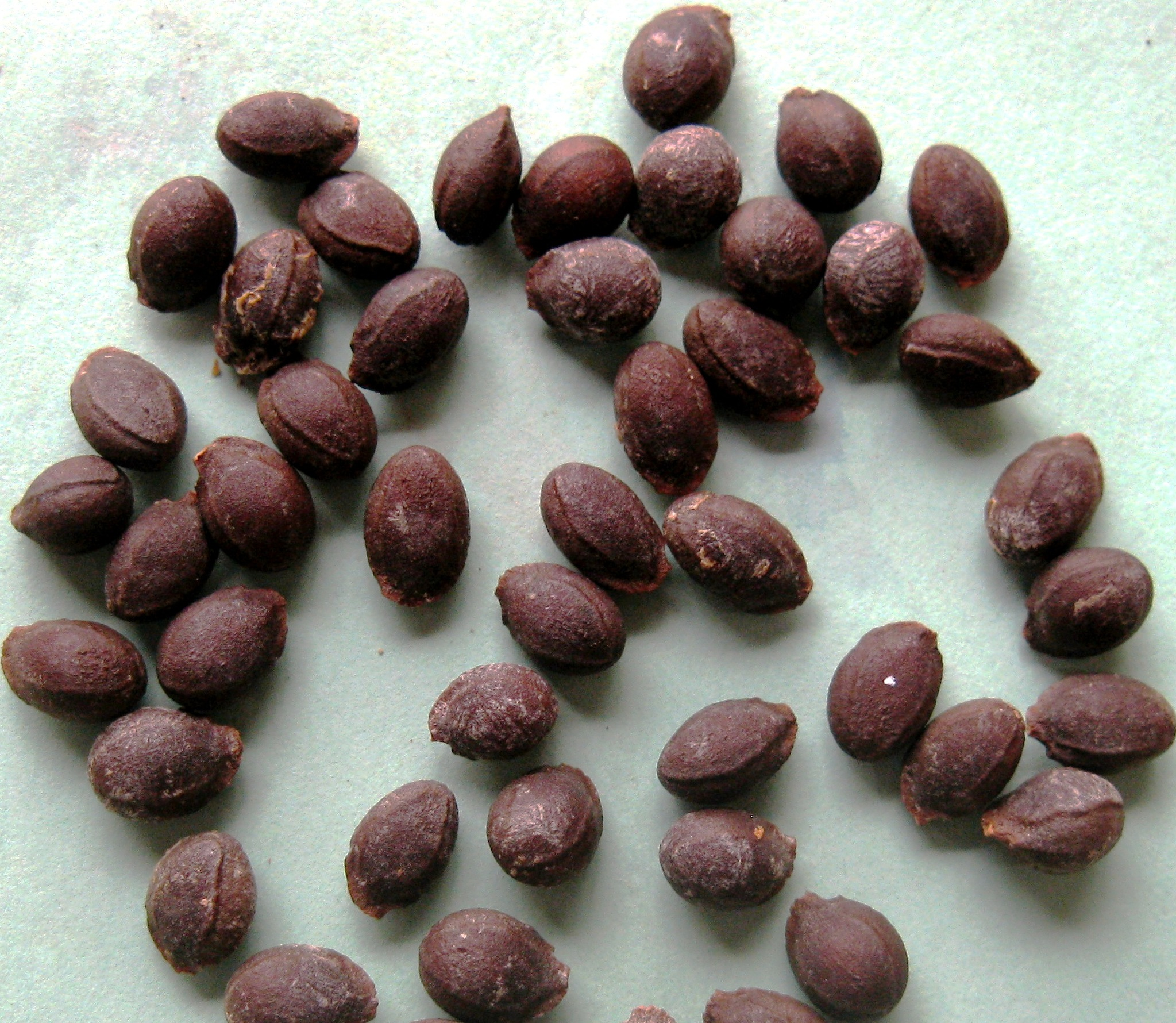
Graines mûres de Trichosanthes dioica.

Trichosanthes dioica (la patole) est une espèce de plantes à fleurs dicotylédones de la famille des Cucurbitaceae, originaire du sous-continent indien et de Birmanie. C'est une plante herbacée vivace, dioïque, à port rampant ou grimpant. Les fruits sont des baies ovoïdes de 5 à 15 cm de long, de couleur verte, avec des bandes blanches longitudinales. Ils sont consommés comme légumes, notamment en Inde.

## Liste des variétés
Selon Tropicos (26 février 2021) :
- Trichosanthes dioica var. sagittifolia Chakrav.